# Woods megye
Woods megye az Amerikai Egyesült Államokban, azon belül Oklahoma államban található. Megyeszékhelye és legnagyobb városa Alva. Lakosainak száma 8624 fő (2020. április 1.). Woods megye Major, Comanche, Barber, Alfalfa, Woodward és Harper megyékkel határos.

## Népesség
A megye népességének változása:
| Lakosok száma | 8891 | 8758 | 8846 | 9041 | 9304 | 8624 |
|               | 2010 | 2011 | 2012 | 2013 | 2015 | 2020 |